# JIDAISHIN
「JIDAISHIN」（ジダイシン）は、日本のロックバンド・Do As Infinityの1作目（通算24作目）の限定販売シングル。

## 概要
- 前作「∞2」から約3ヶ月ぶりにして、アルバム『EIGHT』からの先行シングル。
- 今作は『a-nation'2010』の初日に合わせ先行配信され[1]、CDとしてはSHIBUYA-AXで開催されたワンマンライブ『Do As Infinity 11th Anniversary LIVE ～More! Core! Rare! Here!～』に合わせ発売された。また、一般流通ではなくmu-moショップ限定での流通となっている。そのため、オリコンチャートでは集計対象外となった[2]。
- 特典として楽曲のイメージに合わせタオルが同梱された[1]。

## 収録曲
1. JIDAISHIN
作詞・作曲：Kazunori Watanabe
編曲：Seiji Kameda
タイトルは日本語に訳して時代針を意味している。伴都美子曰く「ありそうでなかった楽曲」とのこと[1]。
2. JIDAISHIN (Instrumental)
作曲：Kazunori Watanabe
編曲：Seiji Kameda
表題曲のインストゥルメンタルバージョン。

## 参加ミュージシャン
Do As Infinity
- 伴都美子：Vocal & Chorus (#1)
- 大渡亮：Guitar (全曲)

Support Musician
- 亀田誠治：Bass (全曲)
- 河村"カースケ"智康：Drums (全曲)
- 皆川真人：Organ & Electoric Piano (全曲)
- 豊田泰孝：Manipulator (全曲)

## 収録アルバム
- EIGHT (#1)
- The Best of Do As Infinity (#1)
- Do The Complete (#1)